# Berberis apiculata
Berberis apiculata är en berberisväxtart som beskrevs av Ahrendt. Berberis apiculata ingår i släktet berberisar, och familjen berberisväxter. Inga underarter finns listade i Catalogue of Life.